# Брайко, Сергей Борисович
Сергей Борисович Брайко (укр. Сергій Борисович Брайко; род. 8 декабря 1957, Новосибирск) — украинский и российский политик и государственный деятель, народный депутат Украины VII созыва.

## Биография
1978 год — окончил 3 курса Новосибирского медицинского института. В 1987 году окончил Красноярский государственный университет, юридический факультет. С 1984 года — работник прокуратуры Новосибирска. 1987 год — следователь прокуратуры Крымской области, старший следователь прокуратуры города Ялта. В 1990—1993 годах заведовал юридическим отделом исполкома Ялтинского городского совета. После — был два года управделами исполкома Ялтинского горсовета. Был членом КПСС.
В 1995—1996 годах — первый заместитель председателя исполнительного комитета Ялтинского городского совета. 1996 год — генеральный директор гостиницы «Ореанда-Таврида», председатель правления ЗАО «Гостиница Ореанда». В 1999—2002 годах — председатель наблюдательного совета ЗАО «Гостиница Ореанда». С марта 2002 года — городской голова Ялты. В то время был членом СДПУ(о). В 2006 году вступил в Партию регионов и во второй раз стал городским головой Ялты.
В 2010—2012 годах — министр регионального развития и ЖКХ АР Крым. На парламентских выборах 2012 года был избран депутатом Верховной Рады Украины VII созыва от Партии регионов по одномандатному избирательному округу № 7. По результатам голосования набрал 52,21 % голосов избирателей.
После Евромайдана поддержал аннексию Крыма Российской Федерацией. 2 апреля 2014 стал первым заместителем Ялтинского городского головы, не сложив депутатских полномочий. В апреле получил гражданство России. 13 мая Верховная Рада не удовлетворила его заявление о сложении депутатских полномочий. 6 июня 2014 года вышел из фракции Партии Регионов и вошёл в состав депутатской группы «За мир и стабильность». 18 сентября 2014 года на пресс-конференции заявил о сложении с себя депутатских полномочий в связи с первыми выборами в Крыму как субъекте РФ, однако до окончания в ноябре работы Верховной Рады VII созыва полномочия депутата официально не были прекращены.
С 20 августа 2014 года занял должность заместителя Ялтинского городского головы. 7 ноября 2016 года подал заявление об увольнении с должности, которое было принято Главой администрации Андреем Ростенко.

## Награды
В 2002 году присвоено звание «Заслуженный работник сферы услуг Украины»
- Почётная грамота Совета министров Автономной Республики Крым (2002)[5]
- Благодарность Председателя Совета министров Автономной Республики Крым (2003)[6]
- Почётная грамота Совета министров Автономной Республики Крым (2004)[7]
- Орден «Содружество» (3 декабря 2004, Межпарламентская ассамблея СНГ) — за активное участие в деятельности Межпарламентской Ассамблеи и её органов, вклад в укрепление дружбы между народами государств — участников Содружества[8]
- Благодарность Председателя Совета министров Автономной Республики Крым (2005)[9]
- Орден «За заслуги» III степени (2008)[10]
- Почётный гражданин Ялты (2010)[11]

## Семья
Женат, четверо детей — от первого и второго браков. От первого — сын и дочь. Со второй женой Ларисой познакомился в Ялте. Она родом из Днепропетровска. Вместе воспитывают дочь Машу (дочь Ларисы от первого брака) и сына Ивана. У Брайко есть уже взрослый внук Даниил.